# بن کینگ (دوچرخه‌سوار)
بن کینگ (اسپانیایی: Ben King‎؛ زادهٔ ۲۲ مارس ۱۹۸۹) دوچرخه‌سوار اهل ایالات متحده آمریکا است.
از باشگاه‌هایی که در آن رکاب زده‌است می‌توان به کنندیل–دراپاک، تیم ریدیوشک، تیم ترک-سگافردو، و تیم دایمنشن دیتا اشاره کرد.